# Rodosz johannita elfoglalása
Rodosz johannita elfoglalása 1306. június 23. és 1310. augusztus 15. között zajlott. A Jeruzsálemi Szent János Ispotályos Lovagrend megszerezte a szigetet, amely 1522-ig, a sikeres török ostromig a központja volt.

## Előzmények
A lovagrend megmaradt tagjai, köztük Jean de Villiers, a sebesült nagymester, 1291-ben, a város elfoglalása után hagyta el a rend szentföldi központját, Akkót. A ciprusi Lemeszószba költöztek át, ahol kórházat nyitottak. 1292-ban és 1293-ban Villiers, 1294-ben utódja, Odon de Pins összehívta a rend nagykáptalanját, hogy a jövőről egyeztessenek. Az utóbbit annyira sikertelennek tartották a résztvevők, hogy a pápához fordultak segítségéért. A pápa magához rendelte Odo de Pinst, azonban a nagymester 1296-ban meghalt, így nem volt szükség az eltávolítására. A johanniták Guillaume de Villaretet választották meg nagymesternek. Vilaret a megválasztásakor a Francia Királyságban tartózkodott, és csak a nagykáptalan unszolására indult el Ciprusra, ahova 1300-ban érkezett meg.
Ebben az évben a johanniták és a templomosok részt vettek II. Henrik ciprusi király sikertelen vállalkozásában, amelyet az egyiptomi és szíriai partok ellen vezetett. Villaret a Tartúsz előtt fekvő Ruad szigetére hajózott, amely 1302-ig az utolsó keresztény erősség volt a levante-i partok előtt. Két alkalommal komolyabb csapatokkal a Kilikiai Örmény Királyságba ment, ahol a johannitáknak érdekeltségeik voltak. 1300 és 1304 között felülvizsgálta a rend szabályzatát, köztük azt, amely az admirális hatásköreit tartalmazta, hozzáigazítva a johanniták egyre növekvő haditengerészeti ambícióihoz.
A rend önállóan működött, vezetője a nagymester volt, aki csak a pápának tartozott elszámolással. A nagymestert a rend 13 elektora választotta meg élethossziglan. Teoretikusan a tanáccsal együtt kormányzott, valójában csak a Nagykáptalan ellenőrizhette hatalmát, amelyet néhány évente hívtak össze. A többi fontos pozíciót a nyelvek (a lovagokat anyanyelvük, származási területük alapján összegyűjtő csoportok) egymás között osztották el úgy, hogy mindegyiknek jusson komolyabb tisztség.

### Rodosz
A rend pénzügyi helyzete megrendült, mivel Európa kiábrándult a keresztes háborúkból és különösen a lovagrendekből. Sokan irigyek voltak a johanniták vagyonára, vagy úgy érezték, a rend elárulta a keresztény ügyet, mert nem a megfelelő célra fordította az adományokat. Ezért többekben felmerült a rend átszervezésének, esetleg vagyona elkobzásának igénye. Közöttük volt II. Jakab aragóniai király, aki saját „keresztes háborújára”, Granada és Szardínia visszafoglalására szerette volna költeni a johanniták bevételeit. II. Henrik ciprusi királlyal adóvitáik voltak a lovagoknak, és az uralkodó megtiltotta, hogy újabb birtokokat szerezzenek a szigeten. A rend olyan kevés pénzhez jutott, hogy csak II. Jakab és II. Károly nápolyi király segítségével tudott élelmiszert, lovakat, takarmányt vásárolni. A johannitákat cselekvésre sarkallta a Templomosok ellen indított leszámolás, és úgy döntöttek, önálló birodalomra van szükségük. Erre a célra a termékeny Rodoszt nézték ki, amely Anatóliához való közelsége miatt kiváló kiindulási pont volt a muzulmánok elleni harchoz.
A sziget névleg a Bizánci Birodalomhoz tartozott, de 1234-ben a Velencei Köztársaság szerezte meg az ellenőrzést felette, majd 1248-ban a Genovai Köztársaság lett Rodosz ura. A sziget megszerzése a latin kereszténység számára már 1299-ben felmerült, amikor VIII. Bonifác pápa erre tett javaslatot III. Frigyes szicíliai királynak. 1305-ben az uralkodó féltestvére, egy johannita lovag, tengeri akciót indított a bizánciak szigetei ellen, de az kudarcba fulladt. Ebben az évben Ramon Llull, a kor kalandos életű filozófusa felhívta a figyelmet arra, hogy Rodosz kiváló kiindulópontja lenne a keresztények és a muzulmánok kereskedelmét megzavaró haditengerészeti akcióknak, és javaslatot tett a sziget megszerzésére Charles de Valois-nak.
1303-ban nagy földrengés rázta meg a szigetet, amelyben sok görög lakos meghalt. A velenceiek és a genovaiak ismét terjeszkedni kezdtek a környéken, elfoglalva több közeli szigetet, amelyet a bizánciak nem tudtak megvédeni. Rodoszt korábban a császár általában genovai származású admirálisainak adta hűbérbe. 1306. május 27-én Foulques de Villaret nagymester és a rend vezetése titkos találkozót tartott Lemeszósz közelében a genovai Vignolo de' Vignolival, aki ezt a jogot magáénak mondta. Ő uralta Koszt és Léroszt is. Megállapodtak abban, hogy Vignoli átadja a rendnek a két szigetet, de megtartja Rodoszon Lardoszt, és kap egy másik, általa megnevezett települést is. Megegyeztek a koszi és léroszi bevételek közös beszedésében és kétharmad-egyharmados megosztásában is.

## A hódítás
1306. június 23-án Villaret két gályával, négy másik hajóval, mintegy 35 lovaggal, hat levantei lovassal és ötszáz gyalogossal kifutott Lemeszószból. Csatlakozott hozzájuk néhány más hajó is, amelyet a genovaiak szereltek fel. Először Castellorizzón, a Rodoszhoz közeli kicsi szigeten kötöttek ki. Vignolo Rodoszra hajózott, hogy feltérképezze a helyzetet. A rodosziak tudtak a várható támadásról egy görögtől, aki a rend alkalmazásában állt, így Vignolo alig tudott elmenekülni a szigetről. Koszon két lovag ötven emberrel váratlanul megtámadta a várat. Sikerült elfoglalniuk, de a bizánci erősítés kiverte őket onnan.
1306. szeptember 20-án a johanniták elfoglalták Feraklosz romos várát Rodosz keleti partján. Öt nappal később sikertelen kísérletet tettek Rodosz város bevételére. Novemberben egy görög árulása révén a kezükbe került Fileremosz. A vár háromszáz török zsoldosát lemészárolták. Ebben a hónapban Villaret Lemeszószba utazott, ahol összegyűlt a nagykáptalan, majd Nyugat-Európába hajózott. 1307 elején megérkezett II. Andronikosz bizánci császár nyolc gályája. A lovagok kénytelenek voltak felhagyni Rodosz ostromával. Az összecsapásokban tíz latin keresztény és nyolcvan görög keresztény halt meg.
1307 augusztusában Villaret több alkalommal is felkereste a pápai udvart Poitiers-ben. V. Kelemen pápa ebben az évben kiközösítette Andronikoszt. Villaretnek sikerült megszereznie a pápa és a francia udvar támogatását. 1307. szeptember 5-én V. Kelemen pápa a lovagrend birtokának minősítette Rodoszt. Októberben nagyjából húsz bizánci hajó futott be Rodosz kikötőjébe. A lovagok nehéz helyzetbe kerültek, a bizánci támadáson kívül velencei beavatkozás is fenyegette őket, ezért megpróbálták diplomáciai úton rendezni az ellenségeskedést, de a császár 1308 áprilisában visszautasította javaslataikat.
A rend folytatta Rodosz ostromát. 1308 közepén a ciprusi Famagusztánál partra futott egy hajó, amely ellátmányt szállított Rodoszra. A hajó kapitánya a lovagok kezébe került. 1309 novemberében Villaret Genovából Nápolyba utazott. Onnan komoly flottával indult vissza az Égei-tengerre. A hajók január végén értek Brindisibe, ahonnan Villaret mintegy 26 gályával, köztük több genovaival, 200-300 lovaggal és négyezer gyalogossal akart Rodoszra hajózni. Eközben a velenceiek ötven zsoldossal erősítették meg Koszt.
A rossz idő hátráltatta  Villaret flottájának kifutását, de áprilisban a had elindult Rodosz felé. Csatlakozott hozzájuk a pápai legátus, Peter de Pleine Chassagne, Rodez püspöke. 1310. augusztus 15-én elesett Rodosz. Egyes források szerint nem rohammal vették be, hanem az a rodoszi hajóskapitány, akit Cipruson fogtak el, beszélte rá a védőket a megadásra, hogy mentse az életét. 1311 áprilisában már Rodoszon ült össze a nagykonvent. A rend ezután 1522-ig, I. Szulejmán oszmán szultán támadásáig birtokolta a szigetet. Közben visszaverte a Mamlúk Birodalom által 1444-ben, majd a II. Mehmed oszmán szultán által 1480-ban indított ostromot.